# Frederic Gisborne

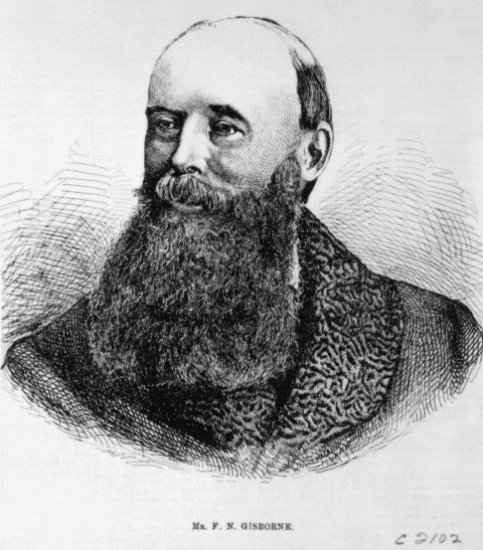
Frederic Newton Gisborne

Frederic Newton Gisborne (* 8. März 1824 in Broughton (Lancashire); † 30. August 1892 in Ottawa) war ein britischer Elektroingenieur und Erfinder.
Mit 17 Jahren verließ er seine Heimat, bereiste drei Jahre lang die Welt und ließ sich schließlich in Nordamerika nieder. Dort wurde er zu einem tatkräftigen Förderer eines innovativen und bahnbrechenden Projekts, nämlich einer Telegrafenleitung, die an der Ostküste der Vereinigten Staaten bis nach Neufundland im äußersten Westen Kanadas gezogen wurde. Damit schuf er eine wichtige Voraussetzung für das nachfolgende transatlantische Telegrafenkabel.

## Leben
Frederic Gisborne war der Enkel von John Gisborne und der älteste Sohn von Hartley P. Gisborne aus Darley Dale (Derbyshire). Von seiner Mutter erhielt er seinen zweiten Vornamen wegen ihres berühmten Vorfahren, Sir Isaac Newton. Nach seiner kirchlichen Erziehung und schulischen Ausbildung mit den Schwerpunkten Mathematik, Bauwesen und Botanik brach er im Januar 1842 zu einer Weltreise auf, von der er im Frühjahr 1845 zurückkehrte. Nur wenig später wanderte er nach Kanada aus und lebte ab Juli 1845 in Saint-Eustache (Québec).
Zu dieser Zeit, in der Mitte der 1840er-Jahre, kam sowohl in seiner alten als auch in der neuen Heimat eine völlig neue Technik auf, die elektrische Telegrafie. Diese sollte in den kommenden Jahrzehnten die Telekommunikation weltweit revolutionieren. So war im Jahr 1844 die Telegrafenlinie Baltimore–Washington als die erste in den Vereinigten Staaten in Betrieb genommen worden. Gisborne hatte dies aufmerksam verfolgt, war begeistert und wünschte sich dies auch für Kanada.
Gemeinsam mit führenden Persönlichkeiten Québecs wurde daraufhin die British North American Electric Telegraph Association gegründet, deren Geschäftsführer er wurde. Zweck war, den Osten Kanadas mit dem Kernland zu verbinden. Gisborne reiste umgehend nach New Brunswick und Nova Scotia und erläuterte den dort verantwortlichen Politikern die neue Technik und den praktischen Nutzen der Idee. Seine Mission war so erfolgreich, dass die Regierung von Nova Scotia den Bau einer Leitung von Halifax nach Amherst beauftragte.
Anschließend propagierte er nachdrücklich, auch die Nova Scotia vorgelagerte Insel Neufundland mithilfe eines Seekabels an das kanadische Telegrafennetz anzuschließen. Mit Genehmigung der Regierung von Nova Scotia reiste er im Winter 1850/51 dorthin, um sich vor Ort selbst ein Bild zu machen. Er erkundete eine mögliche Trasse ab St. John’s westwärts bis Cape Ray. Ein Jahr später wurde der Bau genehmigt.
Nachdem mit der Telegrafenlinie Dover–Calais im Jahr 1851 die erste unterseeische Telegrafenverbindung auf der Ostseite des Atlantiks errichtet worden war, gelang Gisborne eine vergleichbare Leistung auf der Westseite. Am 20. November 1852 verband das erste Seekabel Prince Edward Island mit New Brunswick.
Im Winter 1853/54 begab er sich nach New York und begegnete dort im Januar 1854 zum ersten Mal Cyrus Field (1819–1892), einen US‑amerikanischen Unternehmer. Beide teilten die gleiche Vision eines transatlantischen Unterseekabels zwischen Neufundland und Irland. Noch im selben Jahr wurde die New York, Newfoundland and London Telegraph Company gegründet. Gisborne wurde Chefingenieur in Fields Unternehmen.
Im Jahr 1879 wurde ihm die Oberaufsicht über den Telegrafendienst des Dominions angeboten, eine Position, die er bis zu seinem Tode bekleidete. Verheiratet war er mit Henrietta Gisborne (1837–1928). Frederic Newton Gisborne wurde 68 Jahre alt.